# Hall de la chanson
Le Hall de la chanson, Centre national du patrimoine de la chanson, des variétés et des musiques actuelles est une association loi de 1901 établie à Paris.

## Mission
Le Hall de la chanson a pour mission la mise en valeur du patrimoine et des répertoires de la chanson française. Elle crée des produits multimédias, organise des spectacles, des expositions et des conférences. Depuis 2018, son action s’est enrichie de la  création d’un établissement d’enseignement supérieur privé et gratuit : le Théâtre-École des répertoires de la Chanson (le TÉC), fondée par son directeur Serge Hureau et son directeur adjoint Olivier Hussenet, et parrainée par Charles Aznavour.

## Direction
Le Hall de la chanson est dirigé par Serge Hureau. Chanteur et metteur en scène, il est également artiste associé au Conservatoire national supérieur d'art dramatique (CNSAD). Son président est Yves Marek. Il succède à Michel Rivgauche, Jean-Marie Lamblard, Jean-Louis Foulquier et Eddy Mitchell.

## Historique
L'association Centre national du patrimoine de la chanson et des variétés est créée en 1990, avec le soutien du ministère de la Culture et de la SACEM.
En 2006, le Hall de la chanson initie le concept original de conférence-chantée à la Maroquinerie (Paris) et aux Francofolies de La Rochelle, en partenariat. Il organise ainsi plusieurs  cycles de conférences-chantées sur les grandes figures de la chanson, par un journaliste ou auteur et un artiste d'aujourd'hui, qui réinterprète quelques titres de son répertoire.

## Lieu
En 2013, l'association s'installe au pavillon du Charolais, une salle de 150 places située dans le parc de la Villette. Ce lieu fixe lui a été attribué en 2012 par le ministre de la Culture Frédéric Mitterrand.